# Erica transparens
Erica transparens är en ljungväxtart som beskrevs av Gábor Gabriel Andreánszky. Erica transparens ingår i släktet klockljungssläktet, och familjen ljungväxter. Inga underarter finns listade i Catalogue of Life.